# Sterphus incertus
Sterphus incertus är en tvåvingeart som beskrevs av Thompson 1973. Sterphus incertus ingår i släktet Sterphus och familjen blomflugor.
Artens utbredningsområde är Venezuela. Inga underarter finns listade i Catalogue of Life.